# Nazionale femminile under 17 di calcio della Finlandia
La nazionale Under-17 di calcio femminile della Finlandia è la rappresentativa calcistica femminile della Finlandia formata da giocatrici al di sotto dei 17 anni, gestita dalla Federazione calcistica della Finlandia (Suomen Palloliitto/Finlands Bollförbund - SPL/FBF).
Come membro dell'Union of European Football Associations (UEFA), partecipa a vari tornei di calcio internazionali ufficiali, il campionato europeo e il Campionato mondiale FIFA di categoria, e a invito, come il Torneo di La Manga.
I risultati più prestigiosi ottenuti dalla formazione Under-17 sono il terzo psto nel campionato europeo UEFA, conquistato nell'edizione 2018, e il conseguente accesso al Mondiale di Uruguay 2018.

## Risultati agli Europei Under-17
- 2008: Non qualificata
- 2009: Non qualificata
- 2010: Non qualificata
- 2011: Non qualificata
- 2012: Non qualificata
- 2013: Non qualificata
- 2014: Non qualificata
- 2015: Non qualificata
- 2016: Non qualificata
- 2017: Non qualificata
- 2018: Terzo posto
- 2019: Non qualificata
- 2020 - 2021: Tornei annullati
- 2022: Fase a gironi
- 2023: Non qualificata

## Piazzamenti ai Mondiali Under-17
- 2008: Non qualificata
- 2010: Non qualificata
- 2012: Non qualificata
- 2014: Non qualificata
- 2016: Non qualificata
- 2018: Fase a gironi
- 2022: Non qualificata